# Acalypha rivularis
Acalypha rivularis là một loài thực vật có hoa trong họ Đại kích. Loài này được Seem. mô tả khoa học đầu tiên năm 1861.